# Mi caballero y yo
Mi caballero y yo (nombre original en francés: Mon chevalier et moi) es una serie de televisión animada por ordenador franco-belga para niños creada por Joeri Christiaen. Se estrenó en la cadena OUFtivi de Valonia (Bélgica) el 28 de agosto de 2016, después se estrenó en Francia en Télétoon+ el 3 de noviembre de 2016, y posteormente pasó a emitirse por Boomerang para el resto del mundo, En España se emite por el canal de televisión abierta, Boing.

## Sinopsis
La serie está ambientada en la Edad Media en el fantástico reino de Epic, y se centra en el escudero Jimmy, su amiga: la princesa Cat, y su padre: Henri de Orange, un cortés caballero, que los embarca a todos en divertidas aventuras.

## Reparto y personajes

### Protagonistas
- El escudero Jimmy de Naranja (Jimmy de Orange en España) (Jules de Jongh) - es el hijo y escudero de Henri de Orange. Jimmy es un escudero poco convencional, que prefiere usar su cerebro e innovar a seguir los métodos tradicionales y la fuerza bruta como los demás caballeros y escuderos.
- La princesa Cat (Kaycie Chase) - es una princesa valiente y decidida a la que le gusta unirse a Jimmy y Henri en sus aventuras. Ella sueña en convertirse algún día en caballero, a pesar de la desaprobación de sus mayores.
- El caballero Henry de Naranja (Henry de Orange en España) (David Gasman) - es el padre de Jimmy; galante y de buen carácter, pero un tanto despistado y torpe. Henry es un padre compresivo con su excéntrico hijo, aunque le preocupa que incluya a Cat en sus aventuras para salvar el reino. Es un músico de talento y raramente se aleja de su mandolina, Mandy, y cabalga a lomos de su fiel caballo, Torpedo; y es conocido por llevar a cabo su deber de caballero sin importarle el reconocimiento.

## Personajes recurrentes
- La reina (Jules de Jongh) - la madre de Cat y a quien Cat trata siempre de ocultar sus aventuras. A pesar de su aparente desaprobación, la reina admite haber sido admiradora del Cisne, un héroe de traje negro de sus años de juventud.
- El caballero de Rojo (David Gasman) - es el caballero que entrena a los escuderos que se preparan para ser caballeros. Es representado como un entrenador de gimnasia estereotípico que lleva un silbato con el que pita a todo el mundo.
- Perlin - el mago oficial del reino de Epic, que es un poco despistado.
- Colbert - monje bajo y con gafas que maneja las asignaciones de varios caballeros del consejo, antiguo aspirante a caballero.
- Ronnie Flash (Kaycie Chase) - es un chico de la edad de Jimmy y Cat reportero del periódico de Epic.
- Lady Fontaine (Harriet Carmichael) - la maestra de Cat, continuamente frustrada por las maneras rudas de Cat, y a la que Cat tiene que esquivar para irse de aventuras.
- Bjorn - un joven dragón hijo del malvado Bad Jack. A diferencia de su padre Bjorn no siente aversión por la gente de Epic, y es amigo de Jimmy, al que ocasionalmente ayuda en sus aventuras.
- Lance de Blanco (Christopher Ragland) - es el rival de Jimmy, un escudero que sirve a su tío Wilfred. Lance es rico y un malcriado que disfruta metiéndose con Jimmy, especialmente cuando él o Henri meten la pata.
- Wilfred de Blanco (Christopher Ragland) - un egocéntrico caballero de alcurnia al que le importa más su imagen que desempeñar realmente los deberes de un caballero. Es el tío de Lance, al que tienen como escudero, y es tan despectivo con Henri como lo es su sobrino con Jimmy.
- La bruja del bosque maldito (Jules de Jongh) - una bruja malvada que antes vivía en reino de Epic, pero que fue expulsada por la reina. Ahora ella trata de apoderarse del reino usando su magia negra.
- Bad Jack (David Gasman) - es el dragón más aterrador del reino y un frecuente antagonista de Jimmy, Cat y Henri. Pasa la mayor parte de su tiempo buscando tesoros y atormentando a la gente de Epic.
- Las ratas negras - un grupo de cinco enormes ratas antropomórficas portadoras de armaduras roñosas y máscaras de colores, que atemorizan a los viajeros, por su cuenta o aliadas con otros villanos como la bruja.
- El cíclope - un gigante de un ojo obsesionado con las armaduras que ocasionalmente amenaza el reino.
- La bruja del veneno verde - es una de las muchas aliadas de la bruja del bosque maldito.
- Zerlin - el hermano mayor malvado del mago Perlin que desea gobernar Epic.
- El gigante de dos cabezas - cada una de sus cabezas tiene una mente propia y no siempre están de acuerdo.
- El monstruo de roca - es un ser de aspecto simiesco compuesto por roca animada y que se alimenta de rocas.

## Estreno
Mi caballero y yo se estrenó en Valonia (Bélgica) en la cadena OUFtivi el 28 de agosto de 2016. Después se estrenó en Francia en Télétoon+ el 3 de noviembre de 2016, y posteriormente en Flandes (Bélgica) en la cadena Ketnet el 24 de diciembre de 2016.
En lengua inglesa se estrenó en Boomerang del Reino Unido e Irlanda el 1 de diciembre de 2016. Se estrenó el 2 de enero en los Estados Unidos en Boomerang. El 6 de febrero de 2017 se estrenó en Boomerang Latinoamérica. El 23 de enero de 2017 se estrenó en Boing España.